# شیء غیرممکن

پلکان پنروز، یکی از برجسته‌ترین اشیا غیرممکن

اشیائی که از نظر فیزیکی وجودشان غیرممکن است ولی در نگاه اول فقط عجیب به نظر می‌رسند. این اشیا در آثار موریس اشر بسیار به کار رفته‌است. بر اثر خطای چشم در دنیای واقعی بعضی از این اشیا ممکن است دیده شوند. ماهیت ناپایدار اشیا غیرممکن به دلیل تمایل ذاتی انسان برای تفسیر تصاویر دو بعدی به عنوان اشیای سه‌بعدی است و به همین دلیل است که طرحی از یک مکعب نِکِر، تمایل به نشان‌داده شدن به عنوان یک مکعب را دارد در حالی که در حقیقت ۲ مکعب متصل با کمک خطوط مورب است. تمرکز بر زوایای مختلف یک شیء غیرممکن در فضای سه‌بعدی باعث تکرار بررسی مجدد آن شیء و سپس گیج‌شدن ذهن می‌شود. پلکان پنروز نیز که توسط اسکار ریوتیسفارد ایجاد و بعدها توسط لیونل پنروز و فرزندش راجر پنروز به‌طور مستقل ابداع و رواج یافت
مثال بارزی از یک شیء غیرممکن است. پلکان پنروز نمای ترسیمی ۲ بعدی از یک پلکان است که پله‌هایش در حین بالا آمدن یا پایین‌رفتن، ۴ پاگرد ۹۰ درجه را متحمل می‌شوند که همین موضوع مسبب یک چرخهٔ پیوسته و بی‌انتها است.

## تاریخچه
اسکار ریوتیسفارد هنرمند سوئدی یکی از نخستین افرادی بود که به‌طور تعمدی، بسیاری از اجسام و اشیا غیرممکن را طراحی کرد و به همین جهت، به او لقب پدر اشیاء غیرممکن را دادند. در سال ۱۹۵۶ بود که لیونل پنروز، روانپزشک انگلیسی به همراه فرزندش، راجر پنروز که ریاضیدان بود، مقالهٔ کوتاهی تحت عنوان؛ اشیا غیرممکن با نگرشی خاص از توهم دیداری را در یک نشریه روانشناسی انگلیسی به چاپ رساندند. این موضوع با مثلث و پله‌های پنروز نمایش‌داده شده بود. مقالهٔ موصوف در سال ۱۹۵۸ منتشر شد.

## نگارخانه

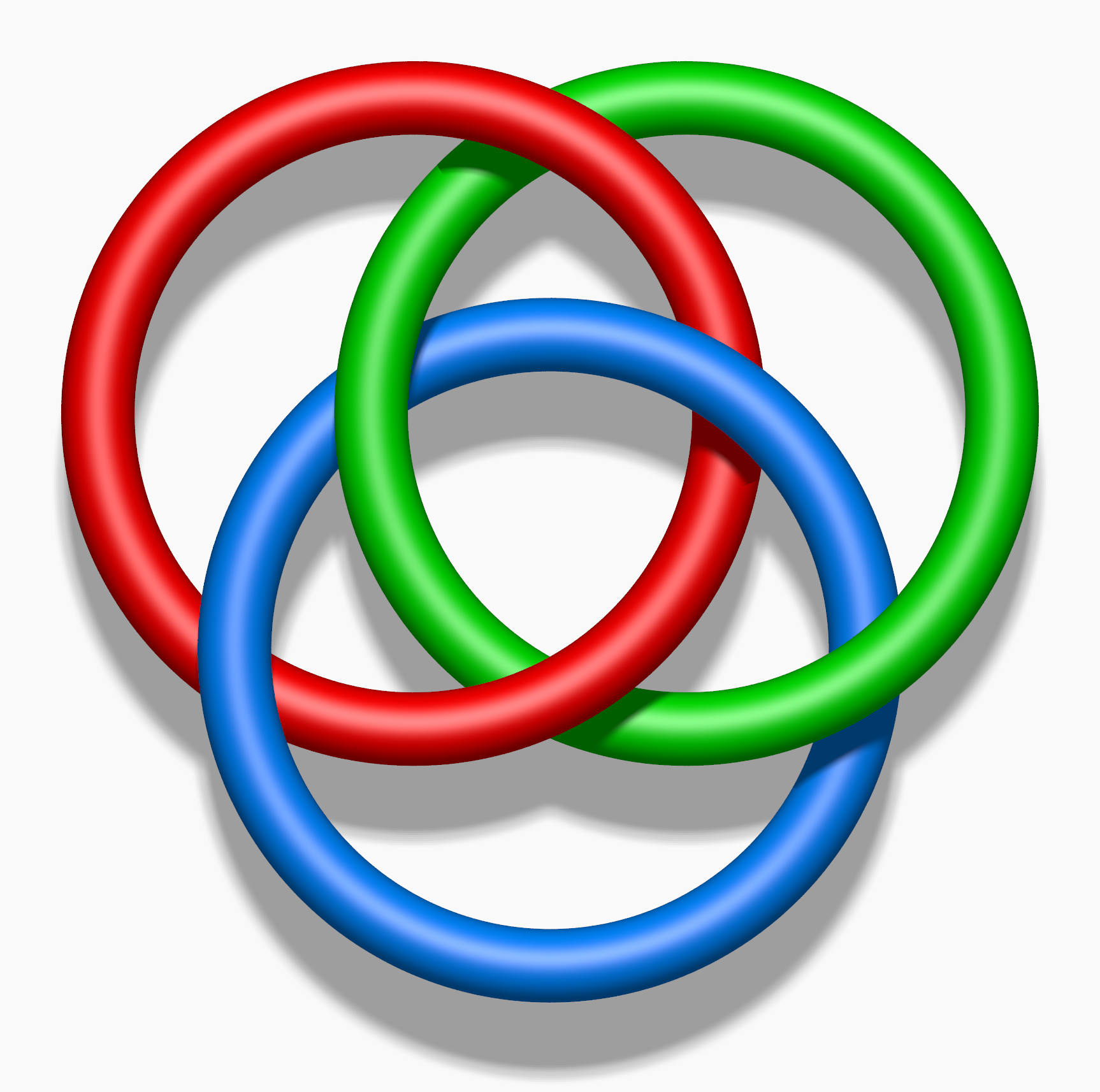
حلقه‌های بورمیان
توهم چشمی (۱۹۳۴) اثر اسکار ریوتیسفارد
مثلث پنروز
یک مکعب ناممکن
بلیوت
آبشار غیر ممکن